# Erastria gibbosa
Erastria gibbosa là một loài bướm đêm trong họ Geometridae.